# هنک یانسن
هنک یانسن (انگلیسی: Henk Janssen; ۱۷ ژوئن ۱۸۹۰ – ۲۸ اوت ۱۹۶۹) ورزشکار دو و میدانی اهل پادشاهی هلند بود.